# Lignages de Louvain
Les Lignages de Louvain qui étaient au nombre de sept comme ceux de Bruxelles et qui avaient nom Uten Lieminge, van den Calstre, van Redingen, van den Steene, Verusalem, Gielis et van Rode étaient un système d'organisation clanique interne à la ville de Louvain, dont les membres avaient à l'origine le monopole de la direction de la cité et qui fonctionna dans cette ville du Moyen Âge jusqu'à la fin de l'Ancien Régime.

## Légende des origines
Selon une légende des origines qui avait cours jadis, et que Jean-Baptiste Gramaye a transmis sans beaucoup d'esprit critique jusqu'à nous, reprenant en cela le chroniqueur Willem Boonen qui dans son "Histoire de Louvain" (Geschiedenis van Loven) écrite durant les années 1593 et 1594 en faisait déjà état, les lignages descendraient d'un géant, Bastin le Grand, comte de Louvain, vivant sous  Louis le Pieux. Ce géant avait épousé la fille d'un comte de Flandre, dont il eut un fils, qui devint évêque, et sept filles. Celles-ci se marièrent à des nobles de Louvain : Plectrude se maria à Ebroin Uten Liemminge, Alpaïde à Minard van den Calstre, Betrude à Meys van Redingen, Hildegarde à Louis van den Steene, Ermengarde à Ebroin Verrusalem, Judith à Salomon Gielis et Swana à Francon van Rode.
Leurs descendants reçurent le droit de diriger la cité.

## Fonctionnement
Pour faire partie des Lignages il fallait prouver qu'on en descendait tant par lignée masculine que féminine, comme c'était déjà le cas dans les phratries des cités helléniques ou les curies romaines.
Les femmes pouvaient se faire admettre au sein des Lignages de Louvain, comme par exemple au XIIIe siècle Mabilia van Calsteren, fille de Henri van Calsteren et épouse  du fameux chevalier louvaniste Guillaume de Rode.
À l'origine, l'administration de la ville de Louvain appartenait exclusivement aux membres des Lignages. Ces Lignages étaient seulement au nombre de deux : les Colveren et les Blankaerden. Ces deux lignages étaient à ce point antagonistes que Divaeus rapporte déjà pour l'année 1262 les dissensions entre ceux-ci, les premiers cités nommés également les Uytten Brulle et ayant pour chef le sire de Wesemael furent alors chassés de la ville : Eodem anno magna dissensio Lovanii fuit inter Clavarios et Blancardos, patricios, Clavariorrum eo potentior erat factio, quod Arnoldum Wesemalium proximo cognationis gradu attingebat. La division en sept lignages se serait probablement produite lorsque furent institués, vraisemblablement sur le modèle bruxellois, sept échevins à Louvain. Mais les Lignagers concentraient toujours le pouvoir municipal entre leurs mains. Toutefois, à partir de 1378 le duc Wenceslas, après la révolte dirigée par Pierre Coutereel, a modifié la constitution de la ville de Louvain en faisant désormais participer les bourgeois non lignagers au pouvoir.
Désormais il y eut un régime mixte partagé entre bourgeois lignagers et non-lignagers et les échevins étaient nommés par le duc parmi les lignages, les bourgeois fortunés et les chefs des métiers, avec une proportion de quatre mandats aux lignages et trois aux bourgeois. La réforme de Coutereel prévoit pour les quatre places d'échevin la moitié aux Colveren et l'autre aux Blankaerden. Les lignages de Louvain seront ensuite au nombre de quatre puis plus tardivement de sept.
Le conseil des jurés (gesworene) était composé de onze bourgeois lignagers et dix bourgeois non lignagers.
Ce système donnait toutefois toujours la majorité aux Lignages.
On appelait les membres des Lignages, les Hommes de Saint Pierre des sept familles nobles de la chef ville de Louvain.

## Liste et armorial des personnes admises aux Lignages de Louvain

### Liste de Divaeus
Ci-après suivent les noms des familles des Lignages de Louvain tels qu'ils sont mentionnés dans l'ouvrage de Petrus Divaeus (paru en 1757 et comprenant les compléments du généalogiste Jean-Michel van Langendonck), avec les armes qui leur sont attribuées dans cet ouvrage. L'ordre suivi est celui de l'ouvrage de Divaeus et non un ordre alphabétique. Pour quelques familles, certains membres sont mentionnés sur base de sources autres que l'ouvrage de Divaeus précité :
- Lignage Uten Liemingen (d’or à trois pals d’azur au chef de gueules) 
  - Famille van Oppendorp alias de Meyere (d’or à quatre fasces d’azur à la bordure engrêlée de gueules)
  - Famille Nobel (de Lieminge chargé au franc canton d’une merlette d’argent)
  - Famille Lise, Lisen-Sone, Vrouwen-Lisen-Sone (de Lieminge chargé en chef de trois étoiles à huit rais d’argent rangées en fasce)
  - Famille Van den Berghe (de Lieminge chargé en chef d’un lion naissant la queue fourchue et passée en sautoir, d’argent armé lampassé et couronné d’or)
  - Famille Blanckaert (fascé d’or et d’azur de dix pièces au franc quartier de gueules à l’étoile d’argent à six rais)
  - Famille De Rycke (de gueules à six fasces d’argent)
  - Famille Cardinael (de Lieminge chargé en chef de trois merlettes d’argent rangées en fasce)
  - Famille Van den Bolleborne (de Lieminge chargé en chef de trois billettes d’argent rangées en fasce)
  - Famille De Vos (de Lieminge chargé en chef de trois grillets d’argent rangés en fasce)
  - Famille Pieders (de Lieminge chargé en chef de trois quintefeuilles d’argent boutonnées de gueules rangées en fasce)
  - Famille De Swertvagere (de Lieminge chargé en chef de trois sautoirs d’argent ranges en fasce)
  - Famille Van Rielaer (de Lieminge chargé en chef d’un cœur d’argent)
  - Famille Van Erps (de Lieminge chargé en chef d’une étoile à six rais d’or accostée de deux croissants d’argent)
  - Famille Van Dormale (de Lieminge chargé en chef d’un sautoir engrêlé d’or accompagné en chef d’un cœur d’argent)
  - Famille De Witte (de Lieminge chargé en chef de trois globes impériaux d’or ceintrés et croisés de même ranges en fasce)
  - Famille Evelooghe (de Lieminge chargé au franc canton d’une macle d’argent)
  - Famille Keynooghe (de Lieminge chargé au franc canton d’un cocq de sable)
  - Famille Van Outheverle (de Lieminge chargé en chef d’un maillet d’argent)
  - Famille Cricsteen (de Lieminge chargé au franc canton d’un croissant d’argent)
  - Famille Cooman (de Lieminge chargé en chef d’un sautoir engrêlé d’argent accompagné en chef d’une billette de même)
  - Famille Van der Specht (de Lieminge chargé au franc canton d’un écu de sable au sautoir échiqueté de deux tires d’argent et de gueules)
  - Famille De Pape (de Lieminge chargé en chef d’un sautoir échiqueté de deux tires d’argent et de sable)
  - Famille De Melckere (de Lieminge chargé au franc canton d’un écu de sable au sautoir engrêlé d’argent)
  - Famille Smacht (de Lieminge chargé au franc canton d’une merlette de sable)
  - Famille Corsebout (de gueules à l’aigle parti d’argent becqué et membré d’or armé et langué d’argent)
  - Famille Quinque (de Lieminge chargé en chef d’un écu d’or au sautoir engrêlé de sable à dextre & d’une macle d’argent à senestre)
  - Famille Puyse (de Lieminge chargé en chef d’un sautoir engrêlé d’argent accompagné en chef d’une rencontre de même accorné d’or)
  - Famille Van Velpe (de Lieminge : le chef parti d’or au sautoir échiqueté de deux tires d’argent et d’azur :& de gueules)
  - Famille Baten (de Lieminge chargé au franc canton d’un écu d’or au sautoir engrêlé de sable)
  - Famille van Yperen (de Lieminge chargé en chef d’un aigle d’argent becqué et membré d’or, armé et langué d’argent)
  - Famille Van den Stocke (de Lieminge chargé au franc canton d’une merlette d’argent)
  - Famille Boys (de Lieminge chargé en chef d’un lion naissant la queue fourchue et passée en sautoir d’argent, armé et lampassé d’or chargé en cœur d’une macle de sable)
  - Famille Van Nethenen (de sable à l’aigle d’or)
  - Famille De Riddere (de Lieminge le chef treillissé d’argent)
  - Famille Van Bommaele (de Lieminge chargé au franc canton d’une coquille d’or)
  - Famille van Roode (de Lieminge chargé en chef de deux lions affrontés d’argent armés et lampassés d’or)
  - Famille De Colvere dictus Uten-Bruele (de sinople au pélican avec sa pieté d’or ensanglanté de gueules dans son aire en forme de calice au pied fiché, d’or, fourré de gueules)
  - Famille De Poirtere (d’argent au corbeau de sable, perché sur une plante d’herbe de sinople)
  - Famille Goedertoy (parti de sable et de gueules à l’aigle d’or brochant sur le tout)
  - Famille Van Huldenberghe (d’azur au pélican avec sa pieté d’or ensanglanté de gueules, dans son aire en forme de calice, au pied fiché, d’or, fourré de gueules)
  - Famille Bullin-Sone (fascé d’or et d’azur de dix pièces, à la bande courbée de gueules, chargé de trois coquilles d’or, brochante sur le tout)
  - Famille Gruwel (de Lieminge chargé en chef d’un croissant à dextre et d’une étoile à six rais d’argent à senestre)
  - Famille Van Herent (de Lieminge chargé en chef de trois fleurs de lis d’or rangées en fasce)
  - Famille Van Wychmaele (de Lieminge chargé en chef de trois maillets d’or ranges en fasce)
  - Famille Villain (de sable au chef d’argent)
  - Famille Van Duysborch (de Lieminge chargé en chef de deux taux de saint Antoine d’or ranges en fasce)
  - Famille Van Schore (de sinople à trois lions d’argent armés lampassés et couronnés d’or)
  - Famille Van Langrode (d’argent au chevron de sable)
  - Famille Oliviers (écartelé : au 1 et 4 de gueules à trois pommes de pin d’or ; au 2 d’argent au chevron de gueules ; au 3 de Lieminge)
  - Famille Van Daelhem (de gueules à la barre d’argent accompagnée de six coquilles d’or rangées en orle)
  - Famille De Longueville (d’argent à la fasce d’azur accompagnée de trois têtes de lion arrachées de gueules lampassées d’azur)
  - Famille Van Assche dictus Grimberghe (d’or à la fasce d’azur au sautoir de gueules brochant sur le tout)
  - Famille Van der Heyden (écartelé : au 1 et 4 d’argent à trois fleurs de lis au pied posé de gueules, au 2 et 3 de Lieminge chargé en chef d’un lion passant la queue fourchue et passée en sautoir d’argent armé, lampassé et couronné d’or)
  - Famille De Bucq (de gueules au lion d’argent armé et lampassé d’or chargé en cœur d’un écu de sable au sautoir échiqueté de deux traits d’argent et de gueules de deux tires dont le franc quartier est d’argent)
  - Famille Waeffelaerts (d’argent au chevron de sable chargé en chef d’une étoile à six rais d’or et accompagné de trois coquilles de gueules)
  - Famille Van Liedekercke (de gueules à trois lions d’or armés lampassés et couronnés d’argent à l’écu d’or à trois sautoirs de gueules pose en abîme)
  - Famille Bodden (de Lieminge chargé en chef de trois cœurs d’argent rangés en fasce)
  - Famille Le Begghe (de gueules à trois fers de lance d’argent)
  - Famille Lievens de Caudekercke (de Lieminge chaque pal chargé de trois billettes d’or l’une sur l’autre et chargé en chef de deux quintefeuilles d’argent boutonnées de gueules rangées en fasce ; abaissé sous un autre chef d’or à l’aigle éployé, naissant de sable, becqué de gueules)
  - Famille van Assche dictus Asca (écartelé : au 1 et 4 échiqueté d’argent et de sable ; au 2 et 3 de sinople à trois lions d’argent armés lampassés et couronnés d’or)
  - Famille Van Hougaerde (d’argent à la croix de gueules accompagnée au 1 et 4 d’un bras de carnation vêtu de gueules tenant une crosse d’or sortant d’une nuée au naturel mouvante de la dextre des cantons ; au 2 et 3 d’un cep de vigne avec ses pampres et raisins au naturel soutenu d’un échalas de gueules)
  - Famille De Borghgreeff (d’argent à deux Bars adossés de sable)
  - Famille De Bruyne (écartelé ; au 1 et 4 d’or au sautoir échiqueté d’argent et d’azur de deux tires ; au 2 et 3 de Lieminge)
  - Famille De la Hault (d’or à huit hermines de sable rangées en orle)
  - Famille van Eynatten (d’argent à la bande de gueules accompagné de six merlettes de même rangées en orle)
  - Famille Bugge (coupé de gueules et de sinople à la fasce d’argent brochante sur le tout accompagnée de trois porc-épics de même)
  - Famille De Greven (d’azur au chef d’argent chargé de trois roses de gueules boutonnées d’or et feuillées de sinople)
  - Famille Boschman dictus Sylvius (écartelé ; au 1 et 4 tranché de gueules et d’argent ; au 2 et 3 d’or à deux branches écotées de sable)
  - Famille de Vroey (de gueules à la fasce d’argent chargé de trois fleurs de lis au pied posé de sable et accompagnée de trois lions d’or armés et lampassés d’argent)
  - Famille Van den Bossche (d’argent à l’arbre de sinople planté sur une terrasse de même au chef de gueules chargé de deux merlettes d’argent rangées en fasce)
  - Famille Van Schutteput (de sable à trois croix pattées d’argent)
  - Famille De Buschere (de sable à trois cors de chasse d’argent)
  - Famille Van den Abeele (d’argent à trois hamaides de gueules)
  - Famille Van Gutschoven (d’or au lion de gueules armé et lampassé d’azur)
  - Famille Smits (d’or au chevron de gueules accompagné de trois maillets de sable)
  - Famille Cuypers (d’azur au chevron d’or accompagné de trois maillets d’azur)
  - Famille Deens (écartelé : au 1 et 4 de Liemingen chargé en chef de trois cœurs d’argent rangés en fasce ; au 2 et 3 d’or au sautoir engrêlé de gueules au franc quartier coupé d’argent à trois maillets de gueules rangés en fasce et de sable. Sur le tout d’azur à trois étoiles à six rais d’argent)
  - Famille Hermans (écartelé : au 1 d’argent à deux bâtons écotés de sable rangés en fasce l’un sur l’autre ; Au 2 de Lieminge chargé en chef de trois cœurs d’argent rangés en fasce. Au 3 d’or au sautoir engrêlé de gueules au franc quartier coupé d’argent à trois maillets de gueules rangés en fasce et de sable. Au 4 de gueules au Dauphin pamé d’argent couronné creté oreillé et barbé d’or. Sur le tout parti d’argent au Sauvage de carnation armé d’une massue et lié de sinople : et d’azur à trois étoiles à six rais d’argent)
  - Famille Liser (de sinople à l’ancre d’argent accompagné de trois losanges de même)
  - Famille Philippi (d’azur à la bande d’argent)
  - Famille Van Buggenhout (écartelé ; au 1 et 4 d’azur au sautoir cramponné d’argent ; au 2 et 3 d’azur à la bande d’argent : sur le tout d’argent à la fasce de gueules surmontée de deux fleurs de lis au pied posé rangées en fasce)
  - Famille Van Roost (d’argent à la bande de gueules accompagnée de deux aigles éployés de même becqués et membrés d’azur armés et langués de gueules)
  - Famille De Coenen (d’argent à la fasce de sable surmontée d’un corbeau de même)
  - Famille Van Cruyninghen (d’or à trois pals de sable)
  - Famille Roose (d’or au chevron de gueules accompagné de trois roses de même boutonnées d’or et feuilletées de sinople)
  - Famille Crabeels (d’azur au chevron d’or accompagné de trois poires de même)
  - Famille Standaerts (d’argent à trois pals de gueules au franc quartier d’argent au sautoir alésé et recroisetté de sable)
  - Famille De la Hamayde (d’or à trois hamaydes de gueules surmontées d’un croissant de sable)
  - Famille Willemaers (de Lieminge chargé en chef d’une rencontre de bœuf d’or)
  - Famille Vander Buecken (d’argent au chevron de sinople accompagné de trois feuilles de hou ou hêtre de même)
  - Famille Hendrickx (d’argent au lion de sable armé et lampassé de gueules)
  - Famille Van Langendonck (de sable au sautoir d’argent, au franc quartier de gueules chargé d’une roue d’or)
  - Famille Goes (d’azur au cygne d’argent becqué d’or nageant sur des ondes d’argent et surmonté de trois étoiles à six rais d’or rangées en fasce)
  - Famille Broeckman (d’azur au chevron d’or accompagné de trois fleurs de lis de même)
  - Famille Van Voshem (d’argent au chien bracqué de sable accolé d’or assis sur une terrasse de sinople et senestré en chef d’un maillet de sable)
  - Famille Van Cutshem (écartelé au 1 et 4 de sinople à trois étoiles d’or celle de la pointe accostée de deux faucilles affrontées d’argent, manchées d’or ; au 2 et 3 de sable à trois pals d’or, au chef d’argent chargé de trois merlettes de sable rangées en fasce)
  - Famille t'Kint (d’argent à la bande ondée de gueules accompagnée de dix billettes de même trois, deux et deux, trois)
  - Famille Mosselman (écartelé au 1 et 40 d’argent à la bande ondée de gueules accompagnée de dix billettes de même, trois, deux et deux, trois, au 2 et 3 parti emmanché d’argent et de gueules de dix pièces sur le tout de gueules à la tête et col de bœuf d’or au chef cousu d’azur chargé de trois roses d’argent boutonnées d’azur et rangées en fasce)
  - Famille de Mauroy de Merville (de sinople à la croix d’argent au lion de sable armé et lampassé de gueules brochant sur le tout)
  - Famille Van Overbeke (coupé d’or au lion naissant de sable armé et lampassé de gueules ; et d’azur).

- Lignage Van der Calstren (d’or au sautoir engrêlé de gueules)
  - Famille Van Oirbeke (écartelé au 1 et 4 de sinople à la bande d’argent au 2 et 3 de Van der Calstren)
  - Famille Van der Tommen (d’or à la fasce d’azur frettée d’argent : au lion de gueules armé et lampassé d’azur naissant sur la fasce)
  - Famille Van Corbeke (d’argent au sautoir engrêlé de gueules cantonné de quatre croix aiguisées de même)
  - Famille Van Herent (d’argent au sautoir engrêlé de sable)
  - Famille Heren Godevaerts (d’argent au sautoir engrêlé de sable)
  - Famille Van Grave (fascé de gueules et d’argent de six pièces)
    - Rasse de Grez (Rasse van Grave), seigneur de Malèves puis aussi de Heverlee, Valbeek, Bertem, Blanden, Erps, Thorembisoul, fut plusieurs fois échevin de Louvain, premier bourgmestre en 1420 et 1427, trois fois maire de cette ville entre 1403 et 1426, châtelain de Louvain en 1406, député de cette ville au conseil de régence de novembre 1415 à août 1427, membre du conseil de la Chambre du Conseil de Philippe de Saint-Pol puis, jusqu'en 1441, de Philippe le Bon[6].

  - Famille De Zedelere (d’or au sautoir engrêlé de sable cantonné de quatre croix de gueules)
  - Famille De Blyde (d’or au sautoir engrêlé de sable à la bordure de gueules)
  - Famille Van Oxelaer (de gueules au sautoir d’argent au franc quartier de sable chargé d’une étoile à six rais d’argent)
  - Famille De Ketelere (de sable au sautoir engrêlé d’argent accompagné en chef d’un coq de même)
  - Famille De Riddere (de Van der Calstren ; le sautoir accompagné en chef d’un cœur de gueules)
  - Famille Ratteman (d’argent au sautoir engrêlé d’azur cantonné de quatre étoiles à six rais de gueules)
  - Famille Van Rode (de sable au sautoir engrêlé d’or)
  - Famille Heyme (de gueules au sautoir engrêlé d’or)
  - Famille Herenmaes (d’azur au sautoir engrêlé d’or)
  - Famille Herenmeys (de gueules au sautoir engrêlé d’argent)
  - Famille Van Berthem (de gueules au sautoir engrêlé d’argent cantonné de quatre billettes d’or)
  - Famille Van Craeckhoven (d’argent au sautoir engrêlé de gueules accompagné en chef d’un aigle parti de sable becqué et membré de gueules armé et langué de sable)
  - Famille Van Raetshoven (de Van der Calstren au franc quartier de sable chargé de l’écu de Lieminge)
  - Famille Van der Borch (d’or à huit maillets de gueules)
  - Famille Roelants (de gueules au sautoir engrêlé d’argent accompagné en chef d’un cor de sable)
  - Famille Hers (de sinople au sautoir engrêlé d’argent)
  - Famille Abraen (d’or au sautoir engrêlé de sinople accompagné en chef d’une étoile à six rais de gueules)
  - Famille Pinnock (de sable au sautoir engrêlé d’argent)
  - Famille Platvoet (d’azur au sautoir engrêlé d’argent)
  - Famille De Kersmakere (de Van der Calstren chargé en cœur d’un écu d’argent à trois chevrons de gueules)
  - Famille Rogghe (de gueules au sautoir engrêlé d’argent accompagné en chef d’un maillet de même)
  - Famille Van Dormale (de gueules au sautoir engrêlé d’or chargé en cœur de l’écu de Lieminge)
  - Famille De Vos (de gueules au sautoir engrêlé d’argent accompagné en chef d’un écu d’or à trois fleurs de lis de sable)
  - Famille De Vroede (d’argent au sautoir engrêlé d’azur accompagné en chef de l’écu de Lieminge chargé en chef d’une étoile à six rais d’argent)
  - Famille Uytter Poorten (de gueules au sautoir engrêlé d’argent accompagné en chef d’une coquille d’or)
  - Famille Van den Temple (de sable au lion d’or armé et lampassé de gueules à la bande diminuée d’argent chargée de trois cœurs de gueules brochante sur le tout)
  - Famille Van Duffle (d’or à trois pals de gueules au franc quartier d’argent chargé d’un … de gueules accompagné de quatre hermines)
  - Famille Van Meldert (d’azur au lion d’argent armé et lampassé d’or)
  - Famille Van der Biest (d’or au sautoir engrêlé de sable)
  - Famille Heverlinck (de gueules au sautoir engrêlé d’argent accompagné en chef d’un aigle parti de même becqué et membré d’or, armé et langué d’argent)
  - Famille De Swertere (de sable au sautoir engrêlé d’or accompagné en chef de deux épées hautes d’argent gardées d’or passées en sautoir)
  - Famille Loenys (de Van der Calstren au franc quartier d’argent à l’aigle de sable becqué et membré de gueules armé et langué de sable)
  - Famille Van Ludeken (d’argent au sautoir engrêlé de sable)
  - Famille Van Montenaken (de gueules à la bande d’argent)
  - Famille Van Grimde (écartelé au 1 et 4 de van der Calstren au franc quartier d’argent à la fasce d’azur, au 2 et 3 d’or au sautoir échiqueté de deux tires d’argent et de sable)
  - Famille Gans (de sable au sautoir engrêlé d’argent accompagné en chef d’un aigle de même becqué et membré d’or armé et langué d’argent)
  - Famille Van Dorne (écartelé au 1 et 4 coupé d’argent au lion naissant de gueules armé et lampassé d’azur : et d’azur ; au 2 et 3 de sinople à la bande d’argent)
  - Famille De Grutere (écartelé au 1 et 4 de Lieminge ; au 2 et 3 de gueules au sautoir engrêlé d’argent)
  - Famille Vermere (d’or à la croix de sable)
  - Famille Corcebout (d’or à la croix de gueules cantonnée de quatre étoiles à cinq rais de même)
  - Famille Masson (échiqueté d’argent et d’azur à la bande de gueules chargée de trois étoiles à six rais d’or brochante sur le tout)
  - Famille van Galen (de gueules à trois … d’argent)
  - Famille van Schoonvorst (d’argent à neuf tourteaux de gueules : trois, trois et trois)
  - Famille De Ketelboetere (burelé de gueules et d’or de dix pièces chargé de trois glands au naturel feuillés et tigés de sinople)
  - Famille Roeloffs (d’or à trois têtes de cerf-volant accompagné de deux étoiles à six rais d’azur rangées en flancs)
  - Famille Van Raveschot (d’or à trois corbeaux de sable)
  - Famille ab Angelis (van Engelen : de sinople à trois pals d’azur chaque chargé de quatre vairs renversés d’argent : au chef d’or)
  - Famille Van Tenremonde (plumeté d’or et de sable)
  - Famille van Caverson (de gueules au Dauphin pâmé d’argent couronné crété oreillé et barbé d’or)
  - Famille Daneels (d’argent à deux fasces de gueules à la bande de sable chargée de trois écus d’or à trois pals de gueules brochante sur le tout)
  - Famille De Fusco (d’azur au lion couronné d’or armé et lampassé de gueules)
  - Famille van Cranevelt (de sinople à la grue, avec sa vigilance, d’or)
  - Famille De Cupere (écartelé au 1 et 4 coupé parti de gueules à trois pals d’or et d’or à l’arbre de sinople planté sur une terrasse de même, et d’azur à la rose d’argent : au 2 et 3 d’argent à la croix d’azur chargée de cinq étoiles à six rais d’or)
  - Famille van der Straeten (fascé d’azur et d’argent à huit pièces : au chef d’or chargé de trois cuisses et membres d’aigle de sable armés de gueules rangés en fasce)
  - Famille De Herckenrode (d’or à la croix d’azur chargé de neuf vairs d’argent un en cœur, et huit les pointes vers les extrémités de la croix)
  - Famille Van der Noot (écartelé au 1 et 4 d’or à cinq coquilles de sable rangées en croix accompagnées au franc quartier d’une étoile à six rais de même ; au 2 et 3 de Van der Calstren au franc quartier coupé d’argent à trois maillets de gueules rangés en fasce ; et de sable)
  - Famille van Dieve (d’argent à deux fleurs de lis au pied posé de sable une en chef au deux quartier, et l’autre en pointe au franc quartier de gueules)
  - Famille Petit (d’argent au lion de gueules armé et lampassé d’azur à la fasce de même brochante sur le tout)
  - Famille Schotte (d’azur à trois têtes de loup-marin d’argent, jettantes deux fontaines d’eau par les oreilles, de même)
  - Famille van Udekem (d’argent à la bande de sable chargée de trois maillets d’or).

- Lignage Van Redingen (d’argent à la fasce de gueules, au lion de sable armé et lampassé de gueules issant de la fasce). 
  - Famille Van Bourgneval (vairé d’argent et d’azur au chef de gueules)
  - Famille Van Beert (vairé d’argent et d’azur au chef de gueules chargé au franc quartier de l’écu de Van Redingen)
  - Famille Van Rode (de sable à trois écus d’or à la fasce d’azur au lion de gueules armé et lampassé d’azur naissant sur la fasce)
  - Famille Boxhorn (d’or à l’écu d’azur dont le chef est d’argent, au franc quartier d’argent à la fasce d’azur, au lion de gueules naissant sur la fasce)
  - Famille van Liefkenrode (de gueules à trois fleurs de nèfles d’or boutonnées de gueules à trois émanches mouvantes du chef, d’argent)
  - Famille Van Nethenen (d’or à la fasce d’azur au lion de gueules armé et lampassé d’azur, naissant sur la fasce)
  - Famille Coutereel (d’argent à l’écu de sinople au franc quartier d’or, à la fasce d’azur au lion de gueules armé et lampassé d’azur naissant sur la fasce)
  - Famille Corsbout (d’or à la fasce d’azur chargée de trois macles d’argent, au lion de gueules armé et lampassé d’azur naissant de la fasce)
  - Famille Van Wilre (d’or à la fasce de gueules au lion de sable armé et lampassé de gueules naissant sur la fasce)
  - Famille Van Siggenen (de gueules à la fasce d’argent au lion de sable, naissant sur la fasce, chargée en cœur d’un écu fascé d’argent, et de gueules de quatre pièces dont le chef est d’argent à trois pals d’azur)
  - Famille Edelheere (d’or à la fasce de gueules au lion de sable armé et lampassé de gueules, naissant de la fasce, chargé en cœur d’une fleur de lis d’or)
  - Famille Lombaerts (écartelé ; au 1 et 4 de Redinghen ; au 2 et 3 de Liemingen)
  - Famille De Kersmaeckere (d’or à la fasce d’azur chargé d’une macle d’argent accostée de deux coquilles de même ; au lion de sable armé et lampassé de gueules naissant sur la fasce)
  - Famille Roeckeloos (d’or à la fasce de gueules chargée de trois coquilles d’argent ; au lion de sable armé et lampassé de gueules naissant sur la fasce)
  - Famille Van Wytvliet (de sable au lion d’or armé et lampassé de gueules, à la bande diminuée d’argent, brochante sur le tout)
  - Famille Van Honsberghen (de gueules à deux chiens bracques d’argent un en chef au deux quartier, et l’autre en pointe ; au franc quartier d’argent à la fasce d’azur chargée de trois macles d’or, au lion de gueules armé et lampassé d’azur, naissant de la fasce)
  - Famille Pylyser (de sable au lion d’or armé et lampassé de gueules, chargé d’une flèche basse de gueules posée en bande)
  - Famille Van Schorebroot (de Liemingen, chargé au franc canton de l’écu de Van den Calstren)
  - Famille Van Griecken (d’argent à trois pals retraits jusques au chef, de gueules)
  - Famille Bleyleven (écartelé au 1 et 4 d’argent à la branche de rosier de sinople fleurie de trois roses de gueules boutonnées d’or ; au 2 et 3 d’argent à cinq fasces de gueules, dont la première crénelée de trois pièces en chef)
  - Famille Van Vlierden (d’argent à trois fers de moulin de sable)
  - Famille Peeters (d’argent à la grappe de raisin d’azur tigée et feuillée de deux feuilles de sinople, la tige en haut)
  - Famille Van Mechelen (d’or à trois pals de gueules au franc quartier d’argent, à trois fleurs de lis au pied posé de sable)
  - Famille De Stembor (d’or au chef d’azur chargé d’un lion courant d’argent armé et lampassé d’or)
  - Famille Van Roomen (d’or au chevron de gueules accompagné en pointe d’un paon rouant de sinople)
  - Famille Van Malcote (d’argent au lion de sable armé et lampassé de gueules et couronné d’or)
  - Famille Van Couwenhoven (de gueules au lion d’or armé et lampassé d’argent accollé d’u serpent d’azur mordant la langue du lion)
  - Famille Van de Ven (de gueules à la clef d’or, posée en pal, l’anneau en haut, à la fasce d’argent, chargée de trois merlettes de sable, brochante sur le tout)
  - Famille Van der Dilft (d’argent à trois sautoirs de gueules)
  - Famille Van de Werve (écartelé au 1 et 4 d’or, au sanglier passant de sable, défensé d’argent ; au 2 et 3 de sable à trois chevrons d’argent)
  - Famille van Bemmel (d’argent à trois rocs de sable)
  - Famille Bosscharts d’Opstal (de sable à la bande d’or chargée de trois têtes de more de sable tortillées d’argent)
  - Famille Rol (d’azur à la fasce d’or accompagnée de trois annelets d’argent).

- Lignage Van den Steene (de gueules au sautoir échiqueté de deux tires d’argent et de sable) 
  - Famille Vorenbruden ou Venenbruden (d’or au sautoir échiqueté de deux tires d’argent et de sable)
  - Famille Minnemoon (d’or au sautoir échiqueté de deux tires d’argent et de sable accompagné en chef de l’écu de Liemingen)
  - Famille Uyttenhove dit Zedeleer (de sable au sautoir échiqueté de deux tires d’argent et de sable)
  - Famille Lachman (de Van den Steene, le sautoir accompagné en chef de l’écu de Liemingen)
  - Famille Van den Graete (de sable au sautoir échiqueté de deux tires d’argent et de gueules, accompagné en chef d’un cœur d’or)
  - Famille Edelheere (de Van den Steene, le sautoir accompagné en chef d’un besan d’or)
  - Famille Camerlinck (d’argent au sautoir échiqueté de deux tires d’or et de gueules)
  - Famille Van Waetermaele (de Van den Steene, au chef cousu d’azur chargé de trois fers de lance d’argent, rangés en fasce)
  - Famille Absalons (de Van den Steene, le sautoir accompagné en chef d’une coquille d’argent)
  - Famille Van den Huffle (de sinople au sautoir échiqueté de deux tires d’argent et de gueules)
  - Famille Roelofs (d’or au sautoir échiqueté de deux tires d’argent et d’azur)
  - Famille van Nethenen (de sable au sautoir componné d’argent et de gueules)
  - Famille De Keysere (d’argent au sautoir échiqueté de deux tires d’argent et de gueules)
  - Famille Van Ralebeke (de gueules au sautoir échiqueté de deux traits d’argent et d’azur)
  - Famille De Rolenaer (d’azur au sautoir échiqueté de deux tires d’or et de gueules)
  - Famille Rabode (d’argent au sautoir échiqueté de deux tires d’argent et de sable)
  - Famille De Riddere (d’argent à la croix échiquetée de deux tires d’or et de gueules)
  - Famille Van der Biest (d’or au sautoir échiqueté de deux tires d’argent et de sable)
  - Famille Everyns-Broeder (d’argent au sautoir échiqueté de deux tires de gueules et de sinople)
  - Famille Van Vorselaer (écartelé au 1 et 4 d’argent à trois fleurs de lis de gueules surmontées d’un lambel à trois pendans d’azur ; au 2 et 3 de Van den Steene)
  - Famille De Ketelere (de sable au sautoir échiqueté de deux tires d’or te de gueules accompagné en chef d’un aigle parti d’argent becqué et membré d’or, armé et langué d’argent)
  - Famille De Waerseggere dit Saveneel (d’or à deux quintefeuilles de gueules boutonées d’or, une en chef au deux. quartier et l’autre en pointe : au franc quartier de Liemingen)
  - Famille Vynck ou Vinkx (d’argent au chevron de sable chargé de trois maillets d’or dont deux affrontés)
  - Famille Van St. Guericx (écartelé au 1 et 4 de gueules au lion d’argent, au 2 et 3 d’argent à trois cœurs de gueules)
    - Claes van Sinte-Goerix, dont la mère, Mathilde d'Udekem, était l'arrière-petite-fille de Jean de Malines, bâtard du duc Jean Ier de Brabant, fut maire de Louvain de 1426 à Noël 1432, puis du 24 juin 1433 au 23 juin 1459, conseiller des ducs de Brabant Jean IV et Philippe de Saint-Pol, conseiller-chambellan des pays de Brabant et de Limbourg, et est mort en 1478 à près de 90 ans[7].

  - Famille Van Botnya (d’azur au bras dextre de carnation armé d’argent et enrichi d’or tenant une épée d’argent gardée d’or)
  - Famille Van der Borcht (d’or à la tête de diable de sable languée et allumée de gueules posée de front)
  - Famille Van Baussele (de gueules au chef d’argent chargé de deux quintefeuilles de gueules boutonnées d’or)
  - Famille Van der Beken (de gueules à cinq annelets d’argent rangés en sautoir)
  - Famille de Plaines (de gueules à la fasce d’arget surmotée de trois grillets de même rangés en fasce)
  - Famille Van Brecht (de sable au lion d’or armé et lampassé de gueules à la bande diminuée échiquetée de deux tires d’argent et de gueules, brochante sur le tout)
  - Famille Typoets (de gueules à trois oyes d’argent becquées et membrées d’or)
  - Famille Van Dongelberghe (de sable au lion d’or armé et lampassé de gueules à la bande diminuée de même brochante sur le tout)
  - Famille Van der Vorst (d’argent à cinq annelets de sable rangés en croix accompagnés en chef de deux corbeaux affrontés de sable chaque perché sur une branche au naturel)
  - Famille Kervel (de gueules au vol d’argent)
  - Famille Van den Driessche dit Du Trieu (d’or tiercé en pairle le chef chargé d’un aigle de sable becqué et membré de gueules armé et langué de sable ; les flancs de deux lions affrontés de sable armés et lampassés de gueules)
  - Famille Van Dielbeeck (d’argent à deux fleurs de lis au pied posé de gueules une en chef au deux. quartier et l’autre en pointe ; au franc quartier de sable à la bande losangée de cinq pièces d’argent)
  - Famille Le Roy (d’azur à cinq coquilles rangées en croix d’or)
  - Famille Havens (d’argent à trois macles, écotées en sautoir, d’azur)
  - Famille D'Amezaga (de sinople au bras dextre de carnation vêtu d’un drap diapré d’or tenant une bannière écartelée en sautoir d’or et de gueules (ou de gueules flanqué d’or) frangée d’or, la lance de même, ferrée d’argent ; au chef d’or chargé d’un aigle parti de sable becqué et membré de gueules armé et langué de sable).

- Lignage Verrusalem (de gueules à trois macles d’argent)
  - Famille Voorloop (de gueules à la fasce d’argent chargée de sept hermines de sable quatre trois, et accompagnée en pointe d’une macle de sable)
  - Famille Van den Borchoven (écartelé au 1 et 4 d’argent à trois macles de gueules ; au 2 et 3 de sable à trois maillets d’or)
  - Famille Meyssone (d’or à neuf étoiles à huit rais de gueules, trois, trois trois)
  - Famille De Cordelere (d’argent à la fasce de gueules chargée d’une macle d’argent et accompagnée de six étoiles à huit rais de gueules, trois trois rangées en fasce)
  - Famille Van den Berghe (d’argent à la fasce de gueules accompagnée de dix hermines de sable, sept en chef, rangées quatre trois et trois en pointe ; au chef de gueules chargé d’une macle d’argent)
  - Famille Amelryckx-Sone (d’azur à l’étoile à huit rais d’or)
  - Famille Van Berghen (de sinople à trois macles d’argent au chef parti, d’argent à la fasce de gueules, et d’or à trois pals de gueules)
  - Famille Oliviers (de gueules à trois étoiles à six rais d’argent, au croissant posé en abîme)
  - Famille Van den Berghe (de sinople à trois maillets d’argent, au chef d’or à trois pals de gueules).

- Lignage Gielis (de sinople au chef d’argent de trois maillets de gueules rangés en fasce) 
  - Famille van Huldeberghe (de gueules au chef bastillé de deux pièces et deux demies d’or, chargé de trois maillets de gueules rangés en fasce)
  - Famille van Wencksele (d’azur au chef d’argent chargé de trois maillets de gueules rangés en fasce)
  - Famille Van Quaderebbe (d’azur au chef d’argent chargé de trois maillets de gueules rangés en fasce)
  - Famille Van Corbeke (d’azur fretté d’argent au chef de même chargé de trois maillets de gueules rangés en fasce)
  - Famille Witteman (de gueules au chef d’argent chargé de trois maillets de sable rangés en fasce)
  - Famille Van der Linden (de sable à la macle d’argent au chef de même, chargé de trois maillets de sable rangés en fasce)
  - Famille De Witte dit d’Overloo (de gueules au chef d’argent, chargé de trois maillets de gueules rangés en fasce)
  - Famille Van Geldenaecken (de gueules au chef bastillé de deux pièces et deux demies d’or, chargé de trois maillets de gueules, rangés en fasce)
  - Famille Van Laethem (d’argent à la fasce d’azur, accompagné de dix-huit hermines de sable, neuf en chef, rangées cinq quatre et autant en pointe, rangées de même)
  - Famille Van Udekem (d’argent à la bande de sable, chargé de trois maillets d’or)
  - Famille Van der Meeren dit de Mera (d’argent à trois oiseaux d’azur)
  - Famille De St Victor (écartelé au 1 et 4 d’azur de trois créneaux donjonnées d’une autre tour, aussi de trois créneaux, d’argent, à la bordure componnée d’argent et de gueules ; au 2 et 3 de gueules à la fasce d’argent, chargée de quatre sautoirs, accollés et rangés en fasce, d’azur).

- Lignage Van Rode (d’argent à trois fleurs de lis au pied posé de gueules) 
  - Famille Van der Hoffstadt (de Van Rode au franc quartier de gueules)
  - Famille Van Vertheke (de Van Rode au franc quartier de gueules)
  - Famille Van der Quaederbrugghen (de Van Rode à la bordure engrêlée de sable)
  - Famille Edelheere (de Van Rode au franc quartier de gueules)
  - Famille Van Velthem (de Van Rode au franc quartier de Lieminge, chargé en chef d’un besan d’or)
  - Famille Absalons (de Vanden Steene : le sautoir accompagné en chef d’un écu d’argent à trois fleurs de lis au pied posé de gueules)
  - Famille Vrancx (de Van Rode au franc quartier d’or à trois pals de gueules dont la champagne est de sable)
  - Famille Uytterhellicht (de Van Rode au franc quartier de gueules)
  - Famille Crupelant (d’argent à trois quintefeuilles de gueules boutonnées d’or, la première chargée de l’écu de Van Rode, dont le franc quartier est de gueules)
  - Famille Van der Saelen (d’argent à la fasce de gueules accompagnée de six fleurs de lis au pied nourri de gueules trois en chef rangées en fasce, et autant en pointe rangées de même)
  - Famille Van Loven (de gueules à la quintefeuille d’or boutonnée de gueules abaissée sous un chien naissant diffamé d’or)
  - Famille Gheylen-Sone (d’argent à la fleur de lis épanouie au pied posé de gueules)
  - Famille Verenogernen (de Van Rode)
  - Famille Van den Berghe (de Van Rode au lambel à trois pendant d’azur)
  - Famille Van Winghe (d’argent à une tierce de sable mise en barre, au canton senestre de la pointe : au franc quartier d’or à trois fleurs de lis au pied posé de gueules)
  - Famille Van Schoonhoven (de gueules à trois fleurs de lis au pied posé d’or, surmontées d’un lambel à trois pendans d’azur)
  - Famille Van Pulle (d’or à trois tours de trois créneaux de sableà la bordure de gueules chargée de trois étoiles à six rais d’argent, deux en chef et une en pointe)
  - Famille Van der Borch dit Uytterhellicht (de Van Rode au franc quartier d’argent à la bande de cinq losanges accolée de sable)
  - Famille Van der Hoeven (d’argent à la fasce de cinq fusées accolées de sable : au franc quartier d’or à trois maillet de gueules brochant sur le tout)
  - Famille Kyps (coupé d’azur au lion courant d’argent armé et lampassé d’or ; et cousu de sinople à l’étoile à cinq rais d’or)
  - Famille De Laistre (de gueules au chevron d’argent accompagné de trois quintefeuilles de même boutonnées de gueules au chef cousu aussi de gueules, chargée d’une molette à huit rais d’or)
  - Famille Van Moersele (d’argent à l’écu de gueules accompagné de sept hermines de sable rangées en orle, trois deux deux)
  - Famille Oudart (d’argent à trois merlettes de sable)
  - Famille Van den Heetvelde (d’or à la bande de gueules chargée de trois maillets d’argent et senestrée d’un écu de sable, au lion d’argent, armé lampassé et couronné d’or)
  - Famille De la Bauwette (ou de la Bawette, van der Bauwette : de sable à l’annelet d’or)
  - Famille De Huelette (d’azur à trois pattes de coup d’or armés d’argent, une en chef au 2 quartier, et les deux autres en pointe, au franc quartier cousu de sable, au lion d’argent, armé et lampassé d’or)
  - Famille Boonen (d’or au sautoir de gueules rempli d’argent, accompagné en chef d’un aigle de sable, becqué et membré de gueules, langué et armé de sable)
  - Famille Van Batzon (d’or à la chauve-souris éployée de sable, au chef d’azur chargé d’un soleil figuré d’argent)
  - Famille Impens (d’argent au sautoir d’azur)
  - Famille a Donia (écartelé au 1 et 4 d’argent à trois feuilles de marais ou aquatiques, mal ordonnées de gueules ; au 2 et 3 d’or au lion de sable armé et lampassé de gueules : sur le tout d’or, parti le 1 au lion de gueules armé et lampassé d’azur ; le 2 de trois roses de gueules posées en pal, l’une sur l’autre, boutonnées d’or)
  - Famille Van Spoelberch (d’azur à la fasce d’or accompagnée de trois losanges de même)
  - Famille Van Diependael (écartelé au 1 et 4 d’or à la fasce d’azur chargée d’une rose d’argent boutonnée d’azur accompagnée en pointe de deux montagnes de sinople ; au 2 et 3 d’or à quatre bandes de gueules au franc quartier de Van Rode)
  - Famille Van Torre (parti, d’azur à la tour de trois créneaux donjonnée d’une autre tour aussi de trois créneaux d’argent ; et d’argent à trois trèfles de sable au chef d’or, à l’aigle naissant de sable, becqué de gueules et langé de sable)
  - Famille Glavimans (de gueules au lion d’or armé lampassé et couronné d’azur)
  - Famille Van Werm (de sable à la fasce ondée d’argent accompagnée de trois flammes d’or)
  - Famille Baelmans (écartelé au 1 et 4 d’argent au taf de st Antoine de gueules ; au 2 et 3 d’or au lion de sable, armé et lampassé de gueules)
  - Famille Van den Schrieck (d’argent à trois couronnes de laurier de sinople)
  - Famille Caels (d’or à deux étoiles à six rais de sinople rangées en chef, et un cœur de gueules en pointe)
  - Famille Thielens (d’azur à trois tournesols d’or tigés et feuillés de sinople, plantés sur une terrasse de même, se penchans, et tournans vers un soleil figuré d’or posé en chef)
  - Famille van Overbeke (coupé d’or au lion naissant de sable, armé et lampassé de gueules ; et d’azur)
  - Famille Donyn (d’azur billetté d’argent à la bande d’or)
  - Famille De Crabbé (d’argent à trois hermines de sable).

### Supplément à Divaeus
- Famille Bol
- Famille Heuschling[8].
- Famille Leunckens
  - Guillaume Leunckens[9] (1700-1773), professeur à l'Université de Louvain.
- Famille van Nethen[10]
  - Wautier van Nethen échevin de Louvain, admis aux Lignages de Louvain le 13 juillet 1450
  - Augustin van Nethen, frère du précédent, admis aux Lignages de Louvain le 13 juillet 1450.
  - Catherine van Nethen, sœur du précédent, admise aux Lignages de Louvain le 13 juillet 1450.